# Chantal Groot
Chantal Groot est une nageuse néerlandaise, née le 19 octobre 1982 à Amsterdam. Sa distance de prédilection est le 50 mètres papillon.

## Biographie
Elle fait ses débuts internationaux lors des Championnats du monde en petit bassin 1999, où elle décroche sa première médaille, l'argent sur le relais 4 x 100 m nage libre. La même année, aux Championnats d'Europe, elle obtient la médaille de bronze sur le 50 mètres papillon derrière les Suédoises Anna-Karin Kammerling et Johanna Sjöberg.
Aux Jeux olympiques d'été de 2000, elle gagne une médaille d'argent pour avoir participé aux séries du relais 4 x 100 m nage libre qui finira deuxième en finale. Elle est aussi onzième du 100 mètres papillon.
Aux Championnats d'Europe en petit  2003, elle collecte sa première médaille d'or internationale sur le relais 4 x 50 m nage libre, titre qu'elle conservera en 2004 et 2005.
En 2004, avant les Jeux olympiques, elle participe aux Championnats d'Europe avec succès, gagnant la médaille d'argent sur le relais 4 x 100 m nage libre et celle de bronze sur le 50 mètres papillon et le relais 4 x 100 m quatre nages.
Aux Jeux olympiques d'Athènes, elle remporte la médaille de bronze sur le relais 4 x 100 m nage libre en prenant part à la finale avec Inge de Bruijn, Marleen Veldhuis et Inge Dekker.
Aux Championnats du monde en petit bassin 2006, elle gagne son seul titre mondial sur le relais 4 x 100 m nage libre avec Inge Dekker, Hinkelien Schreuder et Marleen Veldhuis, avec en prime un nouveau record du monde. Plus tard en 2006, elle ajoute deux médailles européennes en grand bassin à son palmarès, l'argent au relais 4 x 100 m nage libre et le bronze au 50 mètres papillon.
Elle devient championne d'Europe en 2008 du 50 mètres papillon.
Aux Jeux olympiques d'été de 2008, elle ne termine que 30e du 100 mètres papillon.